# إدوارد فرنسيس وينسلو
إدوارد فرنسيس وينسلو (بالإنجليزية: Edward Francis Winslow) هو ضابط أمريكي، ولد في 23 سبتمبر 1837 في أوغوستا في الولايات المتحدة، وتوفي في 22 أكتوبر 1914 في كاناندياجو في الولايات المتحدة.